# Yacht Klub Polski

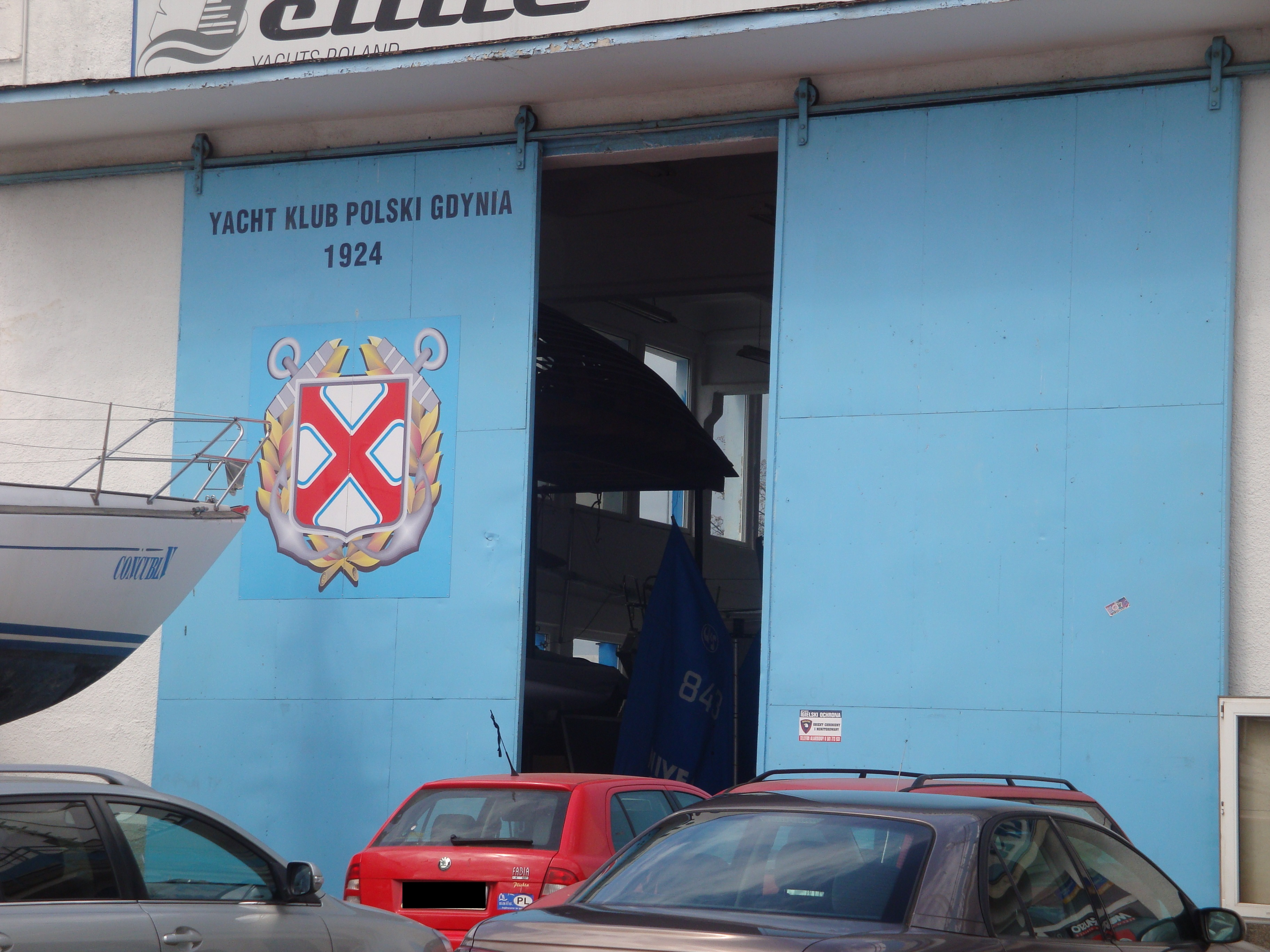
Herb jachtklubu na wrotach klubowego hangaru w Gdyni

Bandera YKP

Yacht Klub Polski (YKP) – stowarzyszenie zrzeszające niektóre polskie i polonijne kluby żeglarskie. 
Został oficjalnie zarejestrowany w organach administracji państwowej 10 grudnia 1924. Akcję rozpoczęli żeglarze z Warszawy pod przewodnictwem Antoniego Aleksandrowicza, który był też jednym z czterech założycieli i pierwszym prezesem Polskiego Związku Żeglarskiego. Komandorem Yacht Klubu Polski został gen. Mariusz Zaruski. Obecnym Komandorem jest Janusz Marek Taber. 